# Astrid Eliard
Astrid Eliard, née en 1981 en France, est une écrivaine française. Elle est également journaliste et enseignante.

## Biographie
Astrid Eliard devient journaliste. Elle publie des articles dans le Figaro à partir de la fin des années 2000,. Elle y écrit en particulier des chroniques littéraires,,. Elle écrit aussi dans Atlantico,,. En 2023, elle rejoint l’équipe des Chroniqueurs du temps présent du groupe Centre France aux côtés notamment d'Emma Becker et de Cécile Coulon,.
Parallèlement, elle travaille dans le monde de l’édition et s'adonne à l'écriture. En 2010, elle publie ainsi son premier livre, un recueil de nouvelles nommé Nuits de noces qui recevra le grand prix SGDL de la nouvelle 2010 et le prix Ozoir'Elles 2010,,. « Astrid Éliard conte, avec humour, sarcasme et ironie, des histoires de fiasco en chambre » écrit le Figaro lors de la sortie du recueil.
En 2011, elle publie son premier roman, Déjà l’automne, qui raconte l'histoire d'une femme de quarante ans qui a la sensation d'avoir raté sa vie, notamment à cause d'un metteur en scène qui a brisé la carrière de comédienne dont elle rêvait et qu'elle retrouve le temps d'un week-end.
L'année suivante, elle publie Sacrée Marie !, qui raconte le quotidien d'une mère de famille méprisée par son mari.
En 2015, elle quitte la région parisienne pour se consacrer à l’écriture et à l’enseignement dans un lycée d'Auvergne en tant que professeur de lettres.
En 2016, elle publie deux livres dont Danser, qui raconte l'histoire de trois adolescents qui quittent leur famille pour intégrer l'Opéra de Paris. Il obtient le prix littéraire de la Ville d'Arcachon 2016 et le prix Marcel Pagnol 2016,,.
Pour La dernière fois que j’ai vu Adèle, publié en 2019, elle est récompensée du prix Folio des lycéens 2022, du prix des Lycéens et Apprentis d'Île de France 2021 ainsi que du prix Roman Gier 2020,,,. Le livre débute avec la disparition inquiétante d'Adèle, une lycéenne, racontée du point de vue de sa mère, qui apprendra ensuite que celle-ci a rejoint un réseau de terroristes afin de dédier sa vie à la guerre sainte,,.
En 2021, elle publie un nouveau recueil de nouvelles : Les bourgeoises,,. D'après La Libre, Astrid Éliard« signe, d'une plume mordante, huit nouvelles, en autant de caractéristiques qu'elle a choisies pour cerner cette classe sociale ».

### Vie privée
Elle s'installe à Clermont-Ferrand en 2015,.

## Œuvres
- Nuits de noces, Paris, Mercure de France, 2010, 148 p.  (ISBN 978-2-7152-2935-8)[11]

- grand prix SGDL de la nouvelle 2010
- Prix Ozoir'Elles 2010
- Déjà l’automne, Paris, Mercure de France, 2011, 161 p.  (ISBN 978-2-7152-3138-2)[14]
- Sacrée Marie !, Paris, Mercure de France, 2012, 201 p.  (ISBN 978-2-7152-3289-1)[15]
- Joyce Carol Oates, Duetto, Ed. Nouvelles lectures, 2016  (ISBN 978-2-374-24015-2)
- Danser, Paris, Mercure de France, coll. « Bleue », 2016, 184 p.  (ISBN 978-2-7152-4126-8)[16]

- Prix littéraire de la Ville d'Arcachon 2016
- Prix Marcel Pagnol 2016
- La dernière fois que j'ai vu Adèle, Paris, Mercure de France, coll. « Bleue », 2019, 224 p.  (ISBN 9782715253292)[23]

- Prix Roman Gier 2020
- Prix des Lycéens et Apprentis d'Île de France 2021
- Prix Des Lycéens Folio 2022
- Les Bourgeoises, Paris, Mercure de France, coll. « Bleue », 2021, 160 p.  (ISBN 978-2-7152-5666-8)[26]